# C-Walk

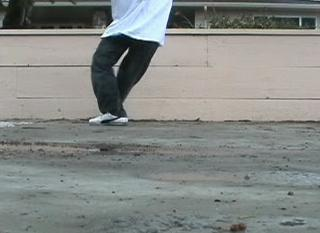
Um exemplo de movimento Crip Walk denominado "V Stepback"

C-Walk consiste em um passo de dança utilizados pelos Crips, uma gangue de Los Angeles. Essa dança, criada na década de 1970, é utilizada pelos membros da gangue para reconhecer outros membros, bem como para insultar a área do adversário.
Existem muitos cantores de rap que possuem ou possuíam afiliações com os Crips e já fizeram o C-Walk em shows e em vídeos de rap, como Ice Cube, Ice-T, Kendrick Lamar, Kurupt, Snoop Dogg, WC, dentre outros.